# Pere Ros i Tort
Pere Ros i Tort fou un mestre d'obres de Martorell, actiu fins als anys 1914-1915. Autor entre altres edificis singulars de la Torre Betlla (1911) i dels primitius magatzems Domènech-Comajuncosa (1913), avui desapareguts.
A part de Martorell va treballar a Olesa de Montserrat d'on destaca les cavallerisses de l'Hotel Gori (situades al carrer Anselm Clavé), a Sitges, on va fer la casa Joan Capellades (1886); a Molins de Rei amb la Casa Bofill (1905), edifici modernista que actualment acull l'Escola Municipal de Música; a Gelida amb la Casa Sara (1909) i a Sant Llorenç d'Hortons el Centre Recreatiu.